# Sugura
Il fiume Sugura è un affluente del fiume Trotuș in Romania.